# 아가르타
아가르타(영어: Agartha)는 지구 내핵에 위치했다고 언급되는 전설의 왕국이다. 서양 밀교의 지구 공동설의 믿음과 관련되어 있다.

## 같이 보기
- 하데스
- 시발바
- 별을 쫓는 아이
- 휘페르보레아